# Paraná (folyó)
A Paraná (spanyolul: Río Paraná, portugálul: Rio Paraná) egy folyó Dél-Amerika déli-középső részén, Brazília, Paraguay és Argentína területén. Hossza 2570 km, illetve a brazíliai Paranaiba forrásáig számítva 3998 km. Dél-Amerika második legnagyobb folyója az Amazonas után. Neve a tupi nyelvből származik, ahol jelentése „mint a tenger”.

## Földrajz
A folyó a Paranaiba és a Rio Grande összefolyásával keletkezik Brazília déli részén. Innen nagyjából délnyugati irányban folyik 619 km-t a paraguayi Saltos del Guaira városáig. Korábban itt volt a Sete Quedas-vízesés, amelyet azonban az 1984 óta működő Itaipu vízerőmű építésekor a folyó felduzzasztásával elárasztottak.
Innen mintegy 190 km-en át déli irányban folyik, természetes határt képezve Brazília és Paraguay között. Ennek a szakasznak egy része az Itaipu vízerőmű hatalmas víztározója. Nem sokkal a gát után folyik bele az Iguazú folyó. Az összefolyás után a Paraná Paraguay és Argentína határfolyója lesz. 468 km-t folyik tovább déli irányban, majd nyugatra fordul, és 820 km megtétele után találkozik legnagyobb mellékfolyójával, a Paraguay folyóval.
Az összefolyás után a Paraná ismét délnek fordul, és mintegy 820 km-t tesz meg Argentínában. Végül lassan keleti irányba kanyarodik Rosario közelében, és szűk 500 km után az Uruguay folyóval egyesülve létrehozza a Río de la Platát, és az Atlanti-óceánba torkollik. Diamante városa után számos ágra bomlik; a Paraná-delta nevű elő-delta szélessége a 60 km-t is eléri.

## Hidak
Az argentin Posadas és a paraguayi Encarnación között található a körülbelül 2,5 km hosszú San Roque González de Santa Cruz híd.

## Fordítás
- Ez a szócikk részben vagy egészben a Paraná River című angol Wikipédia-szócikk ezen változatának fordításán alapul.  Az eredeti cikk szerkesztőit annak laptörténete sorolja fel. Ez a jelzés csupán a megfogalmazás eredetét és a szerzői jogokat jelzi, nem szolgál a cikkben szereplő információk forrásmegjelöléseként.